# Ember (album)
Ember è il sesto album in studio del gruppo musicale statunitense Breaking Benjamin, pubblicato il 13 aprile 2018.

## Tracce
1. Lyra (Intro) – 0:29
2. Feed the Wolf – 3:18
3. Red Cold River – 3:20
4. Tourniquet – 4:09
5. Psycho – 3:20
6. The Dark of You (feat. Derek Hough) – 4:12
7. Down – 4:02
8. Torn in Two – 4:17
9. Blood – 3:09
10. Save Yourself – 3:06
11. Close Your Eyes – 4:01
12. Vega (Outro) – 1:22

## Formazione
- Benjamin Burnley – voce, chitarra
- Jasen Rauch – chitarra
- Keith Wallen – chitarra, cori
- Aaron Bruch – basso, cori
- Shaun Foist – batteria